# The Machine (Rechnerarchitektur)
The Machine ist die Bezeichnung einer Rechnerarchitektur des US-amerikanischen Informationstechnikunternehmens Hewlett Packard Enterprise (HPE).
Das Projekt wurde am 10. Juni 2014 an der Technologie-Veranstaltung HPE Discover in Form eines Mock-ups offiziell vorgestellt.

## Aufbau
Eine Machine besteht aus:
- 3D ReRAM[2] als universeller Speicher (ursprünglich waren Memristoren geplant) für „Memory-Driven Computing“[3][4]
- Lichtwellenleiter zur Datenverbindung zwischen Mikrochips
- Asymmetrisches Multiprozessorsystem mit auf eine bestimmte Aufgabe spezialisierten Prozessoren
- einem auf die Hardware spezialisierten, POSIX-kompatiblen Betriebssystemkern

## Vorteile
- Reduktion des Stromverbrauchs bei Speicher, Prozessor und Datenübertragung
- größere Flexibilität bei der Verbindung zwischen Prozessor und Speicher durch den flexiblen Lichtwellenleiter
- höherer Datendurchsatz
- Behandlung einer Serverfarm als einzelnen Computer

## Kernel
Das Projekt sieht die Portierung des Linux-Kernels vor, insbesondere für Android. Eine Kooperation mit Microsoft für die Entwicklung eines spezialisierten Windows-Kernels ist bislang nicht geplant.